# Marcus Porcius
Marcus Porcius († um 50 v. Chr.) war ein römischer Beamter im Pompeji des 1. Jahrhunderts v. Chr.
Marcus Porcius war kein alteingesessener Bürger Pompejis. Es ist anzunehmen, dass er kurz vor der Gründung der sullanischen Kolonie Pompeji in die kampanische Stadt kam und einer der Gründer der Kolonie war. Dort machte er eine steile Magistratskarriere. Eine Inschrift am in den ersten Jahren der Kolonie Pompeji erbauten teatrum tectum nennt ihn und seinen Amtskollegen Gaius Quinctius Valgus in ihrer Eigenschaft als duumviri als Verantwortliche für den Bau, den sie im Auftrag des Stadtrates durchführen ließen.
Lässt das noch nicht auf ein großes eigenes Vermögen schließen, muss man jedoch davon ausgehen, dass Marcus Porcius ein reicher Mann war, da er – wiederum mit Quinctius Valgus – das Amphitheater in Pompeji aus eigenen Mitteln errichten ließ. Das Amphitheater der Stadt war das erste überhaupt, somit begaben sich die beiden Bauherren auf Neuland. In der Bauinschrift am Amphitheater werden beide als duumviri quinquennales – als Fünfjahresbeamte, Censoren – bezeichnet. Wahrscheinlich ist die Errichtung des Amphitheaters als Einlösung eines Wahlversprechen zu sehen, das beide abgaben, um als Zensoren gewählt zu werden.
Marcus Porcius ist der erste wirklich fassbare Bewohner der Stadt Pompeji. Er taucht das erste Mal einige Jahre vor der Koloniegründung als quattuorvir – als Mitglied eines Vier-Männer-Kollegiums – auf, die zusammen einen Altar für das Apollon-Heiligtum gestiftet hatten.
Für seine Verdienste beschloss der Stadtrat, dem Porcius – der anders als Valgus in Pompeji lebte – den prominentesten Platz für ein Ehrengrab vor dem Herculaner Tor zu frei zu halten. Nach seinem Tod wurde ihm dort ein Grabaltar errichtet. Das Grab wurde über 100 Jahre lang gepflegt, obwohl keine Nachfahren des Porcius bekannt sind. Somit ist anzunehmen, dass er noch lange nach seinem Tod als vorbildlicher Stadtvater verehrt wurde. Höchstens Marcus Holconius Rufus scheint ihm ebenbürtig gewesen zu sein.